# اونگا (مجارستان)
اونگا (به مجاری: Onga) یک منطقهٔ مسکونی در مجارستان است که در ناحیه میشکولتس واقع شده‌است. اونگا ۳۱٫۴۹ کیلومتر مربع مساحت و ۴٬۷۴۶ نفر جمعیت دارد.